# Malá vodní elektrárna Přelouč
Malá vodní elektrárna Přelouč se nachází na řece Labi u Přelouče. Byla uvedena do provozu v roce 1924. V elektrárně byly instalovány 4 Francisovy turbíny. V roce 2003 byly dvě Francisovy turbíny nahrazeny Kaplanovými turbínami. Instalovaný výkon je 2340 kW. Část technologie pro přenos VN (1x TR 1000kVA) byla dodána společností Power-Energo,s.r.o. 